# Bogolep (Ancuch)
Bogolep (světským jménem: Michail Romanovič Ancuch; 23. listopadu 1911, Skoryčy  – 13. května 1978, Oděsa) byl běloruský duchovní Ukrajinské pravoslavné církve Moskevského patriarchátu a arcibiskup kirovohradský a mykolajivský.

## Život
Narodil se 23. listopadu 1911 ve vesnici Skoryčy Minské gubernie.
Střední školu absolvoval ve vesnici Jaremičy.
Dne 2. února 1934 se stal poslušníkem Žyrovického monastýru. Roku 1936 byl postřižen na monacha se jménem Bogolep a 20. května byl rukopoložen na jerodiákona. Dne 14. října 1939 byl rukopoložen na jeromonacha.
Dne 15. července 1943 byl povýšen na igumena a ustanoven představeným Žyrovického monastýru.
V říjnu 1947 se stal představeným chrámu v Kryvošynu.
Roku 1948 začal studovat na Leningradském duchovním semináři a roku 1950 na Leningradské duchovní akademii.
Dne 27. června 1950 byl jmenován představeným chrámu ve městě Dobruš.
Roku 1954 přešel do kléru brjanské eparchie. Dne 6. června byl jmenován představeným chrámu svatých Petra a Pavla ve městě Klincy. Od 1. ledna 1959 sloužil jako představený Baltského Feodosijevského monastýru v oděské eparchii.
V březnu 1959 se stal blagočinným Baltského okruhu a 6. srpna byl povýšen na archimandritu. Od roku 1961 byl představeným hřbitovního chrámu svatého Demetria v Oděse
Dne 9. listopadu 1963 proběhla jeho biskupská chirotonie na biskupa mukačevského a užhorodského. Hlavním světitelem byl patriarcha moskevský a celé Rusi Alexij I.
Dne 5. února 1965 byl jmenován biskupem perejaslav-chmelnyckým a vikářem kyjevské eparchie a 25. května byl převeden na kirovohradskou katedru.
Dne 9. září 1974 byl povýšen na arcibiskupa.
Dne 6. října 1977 byl Svatým synodem penzionován.
Zemřel 13. května 1978 v Oděse. Pohřben byl na hřbitově Uspenského monastýru v Oděse.